# Domkerk van Kristiansand
De Domkerk te Kristiansand (Noors: Kristiansand domkirke) is een van de grootste kerken van Noorwegen, gemeten naar het aantal zitplaatsen. De kerk telt 2029 zitplaatsen, vanwege veiligheidsvoorschriften mogen er echter slechts 1500 mensen in de kerk plaatsnemen. De bouw begon in 1880 en is voltooid in 1885. Het gebouw is 70 meter lang en 39 meter breed, de toren heeft een hoogte van circa 70 meter. 